# Xarel·lo
Lo Xarel·lo è un vitigno a bacca bianca di origine spagnola coltivato appositamente in Catalogna. È un incrocio della varietà Finto Brustiano e Hebén. È un vitigno rustico di medio vigore, adattabile ad ogni terreno fino a 400 metri di altitudine, caratterizzato da buona produttività.

## Caratteristiche
Lo Xarel·lo è un vitigno di media vigoria, a germogliamento precoce con maturazione media e con una produzione buona e costante. Predilige potature medio lunghe o lunghe. Il grappolo è di grandezza media, molto compatto, con acino rotondo a buccia spessa.
Xarel·lo è una delle tre varietà, insieme a Macabeo e Parellada, utilizzate per fare lo spumante cava, un vino dal colore giallo paglierino di buona alcolicità e fine aroma.
Lo Xarel-lo, grappolo medio, poco sensibile alle malattie, è un vitigno che ha buona acidità conferendo agli spumanti, nerbo, struttura e persistenza.